# Gelao rouge
Pour les articles homonymes, voir Gelao (homonymie).
Le gelao rouge est une langue taï-kadaï, de la branche kadaï, parlée à la frontière du Viêt Nam et de la Chine par les Gelao.
La langue est quasiment éteinte.

## Répartition géographique
En 1997, le linguiste Jerold A. Edmondson, découvre des locuteurs d'un parler gelao dans le district de Yên Minh, dans la Province de Hà Giang. Une cinquante de personnes emploient encore la langue dans les deux villages de Na Khê et Bìch Ðich. Quelques années plus tard, en 2003, Li Jinfang trouve un locuteur âgé de l’autre côté de la frontière, dans le xian de Malipo, dans le Yunnan. Seules 5 ou 6 personnes connaissent encore un parler proche de celui du Viêt Nam dans le village de Fanpo (翻坡).

## Classification
Le gelao rouge est un des ensembles de parlers du gelao qui fait partie des langues kadaï, un des groupes des langues taï-kadaï. Li, Han et Wei n'utilisent le nom de gelao rouge que pour le parler de la frontière sino-vietnamienne et estiment qu'on peut le considérer comme un sous-dialecte de l'a'ou. Le nom de gelao rouge est cependant utilisé dans les classifications comme un synonyme d'a'ou.

## Phonologie
Les tableaux présentent les phonèmes du gelao rouge parlé dans le village chinois de Fanpo (翻坡) du xian de Malipo rattaché à la préfecture autonome zhuang et miao de Wenshan au Yunnan.

### Voyelles
Les voyelles sont : 
|         | Antérieure  | Centrale | Postérieure |
| ------- | ----------- | -------- | ----------- |
| Fermée  | i [i] y [y] |          | ɯ [ɯ] u [u] |
| Moyenne | e [e]       | ə [ə]    | o [o]       |
| Ouverte |             | a [a]    |             |

### Consonnes
les consonnes sont :
|              |           | Bilabiales | Alvéolaires | Alvéolaires | Alv.-p.   | Rétro.    | Dorsales  | Dorsales | Dorsales | Glottales |
| ------------ | --------- | ---------- | ----------- | ----------- | --------- | --------- | --------- | -------- | -------- | --------- |
| Centrales    | Latérales | Bilabiales | Palatales   | Vélaires    | Alv.-p.   | Rétro.    | Uvulaires |          |          | Glottales |
| Occlusives   | Sourde    | p [p]      | t [t]       |             |           |           |           | k [k]    | q [q]    | ʔ [ʔ]     |
| Occlusives   | Sonore    | b [b]      | d [d]       |             |           |           |           | g [g]    |          |           |
| Occlusives   | Aspirées  | ph [pʰ]    | th [tʰ]     |             |           |           |           | kh [kʰ]  | qh [qʰ]  |           |
| Occlusives   | pl [p͡l]   |            |             |             |           |           |           |          |          |           |
| Fricatives   | sourdes   | f [f]      | s [s]       | ɫ [ɫ]       | ɕ [ɕ]     | ʂ [ʂ]     |           | x [x]    |          |           |
| Fricatives   | Sonore    | v [v]      | z [z]       |             | ʑ [ʑ]     | ʐ [ʐ]     |           | ɣ [ɣ]    | ʁ [ʁ]    |           |
| Affriquées   | Sourde    |            | ts [t͡s]     |             | tɕ [t͡ɕ]   | tʂ [t͡ʂ]   |           |          |          |           |
| Affriquées   | Sonore    |            | dz [d͡z]     |             | dʑ [d͡ʑ]   | dʐ [d͡ʐ]   |           |          |          |           |
| Affriquées   | Aspirées  |            | tsh [t͡sʰ]   |             | tɕh [t͡ɕʰ] | tʂh [t͡ʂʰ] |           |          |          |           |
| Liquides     | Sonore    |            |             | l [l]       |           |           |           |          |          |           |
| Liquides     | Glottale  |            |             | ʔl [ʔl]     |           |           |           |          |          |           |
| Liquides     | dévoisée  |            |             | l̥ [l̥]       |           |           |           |          |          |           |
| Nasales      | Sonore    | m [m]      | n [n]       |             | ɲ [ɲ]     |           |           | ŋ [ŋ]    |          |           |
| Nasales      | dévoisée  | m̥ [m̥]      |             |             | ɲ̥ [ɲ̥]     |           |           |          |          |           |
| Nasales      | ml [m͡l]   |            |             |             |           |           |           |          |          |           |
| Semi-voyelle | Simples   |            |             |             |           |           | j [j]     |          |          |           |
| Semi-voyelle | Glottale  |            |             |             |           |           | ʔj [ʔj]   |          |          |           |

### Tons
Le gelao rouge de Malipo est une langue tonale, avec 4 tons.
| Ton | Valeur | Exemple  | Traduction |
| --- | ------ | -------- | ---------- |
|     | 55     | qə55lə55 | oreille    |
|     | 33     | ky33     | mourir     |
|     | 35     | aŋ35     | eau        |
|     | 31     | pai31    | sang       |

## Grammaire

### Numéraux
Les numéraux de un à dix du gelao rouge de Malipo sont :
| un            | deux         | trois | quatre | cinq     | six   | sept | huit    | neuf  | dix        |
| ------------- | ------------ | ----- | ------ | -------- | ----- | ---- | ------- | ----- | ---------- |
| tʂɿ55 ~ dʐɿ55 | sa55 ~ sei55 | tua55 | pu55   | a33maŋ31 | ɬuŋ55 | te53 | a33wo55 | ʂei31 | tʂa55kui31 |